# Joan Crawford

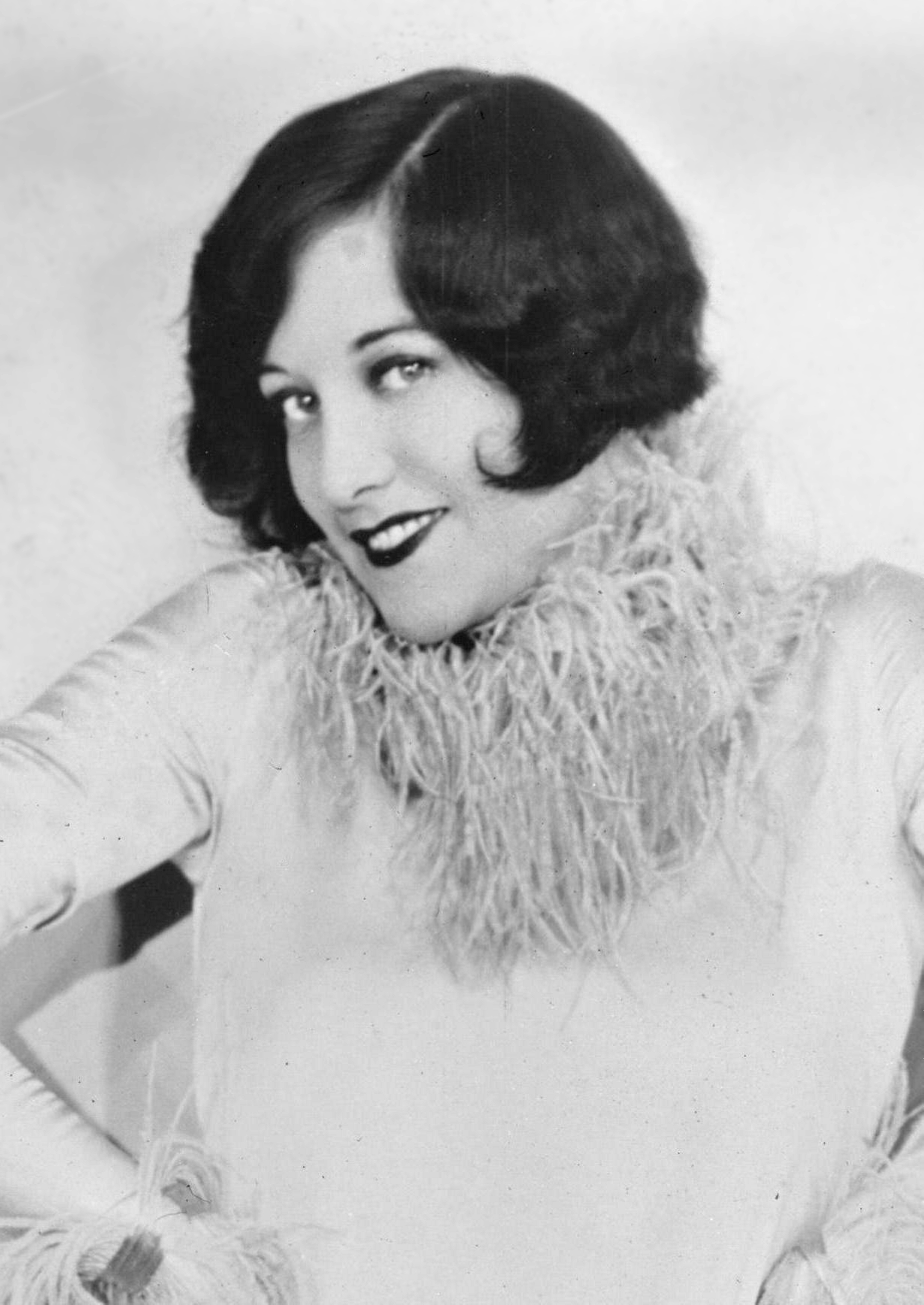
Joan Crawford under stumfilmstiden.

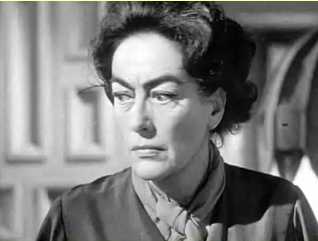
Crawford i en av sina sista framgångsrika filmer, Vad hände med Baby Jane? (1962).

Joan Crawford, ursprungligen Lucille Fay LeSueur, född 23 mars 1904 i San Antonio i Texas, död 10 maj 1977 i New York, var en amerikansk skådespelare och dansare. 
Bland Crawfords filmer märks Ett drama i natten (1931), Inga fler kvinnor! (1932), Den dansande Venus (1933), Vackra Sadie McKee (1934), Äventyr i societen (1937), En brud i rött (1937), Susan älskar alla (1940) och Johnny Gitarr (1954). År 1945 mottog hon en Oscar för bästa kvinnliga huvudroll för sin insats i Mildred Pierce – en amerikansk kvinna och nominerades även för sin roll i Besatt (1947) samt Avslöjad (1952). Hon gjorde åter succé, publikt och bland kritiker, med skräckfilmen Vad hände med Baby Jane? (1962). I vilken hon och hennes rival, Bette Davis, spelade huvudrollerna.

## Biografi

### Tidiga år
Crawford växte upp under styvfaderns efternamn som Billie Cassin i Lawton i Oklahoma. Hon arbetade bland annat som servitris och affärsbiträde innan hon började en anspråkslös danskarriär efter att ha vunnit en charlestontävling. Hon uppträdde på nattklubbar i Detroit och Chicago och var balettflicka på Broadway då hon upptäcktes och skrev kontrakt med filmbolaget MGM. Sitt namn Joan Crawford fick hon efter att en kvinna skickat in ett bidrag till MGM:s namntävling åt deras nya starlet. Chefen gillade inte Lucille LeSueur, vilket var Joans dopnamn och hon i sin tur gillade inte alls efternamnet Crawford, eftersom det påminde för mycket om ordet kräftor (crawfish).

### Karriär
I över 40 år var hon en av Hollywoods största stjärnor. I slutet på 1920-talet konkurrerade hon med Clara Bow om att personifiera tidens glada ungdom. Under 1930-talet var hon inkarnationen av depressionens arbetarklassflicka, men bäst var hon under 1940-talet i roller som lidande hjältinna i tårdrypande melodramer.
Kring 1940-talet började dock hennes filmer sjunka i popularitet och hennes kontrakt med MGM förlängdes inte. Hon fick då söka sig till provfilmningar för första gången på lång tid. Warner Bros. gav henne titelrollen i Mildred Pierce - en amerikansk kvinna (1945) för vilken hon belönades med en Oscar för bästa kvinnliga huvudroll 1946. Under 1950-talet spelade hon ofta rollen som femme fatale och gjorde en del biroller och gästroller på TV. På 1960-talet gjorde hon comeback i skräckfilmsgenren med Vad hände med Baby Jane? (1962). Efter detta medverkade hon i ett par skräckfilmer av William Castle och regisserades även av den då oerfarne regissören Steven Spielberg i ett avsnitt av TV-serien Night Gallery. Hennes sista film var den brittiska skräckfilmen Trog från 1970. Därefter medverkade hon bara ett par gånger i TV. För sin filmkarriär har hon förärats med en stjärna på Hollywood Walk of Fame vid adressen 1752 Vine Street.

### Privatliv

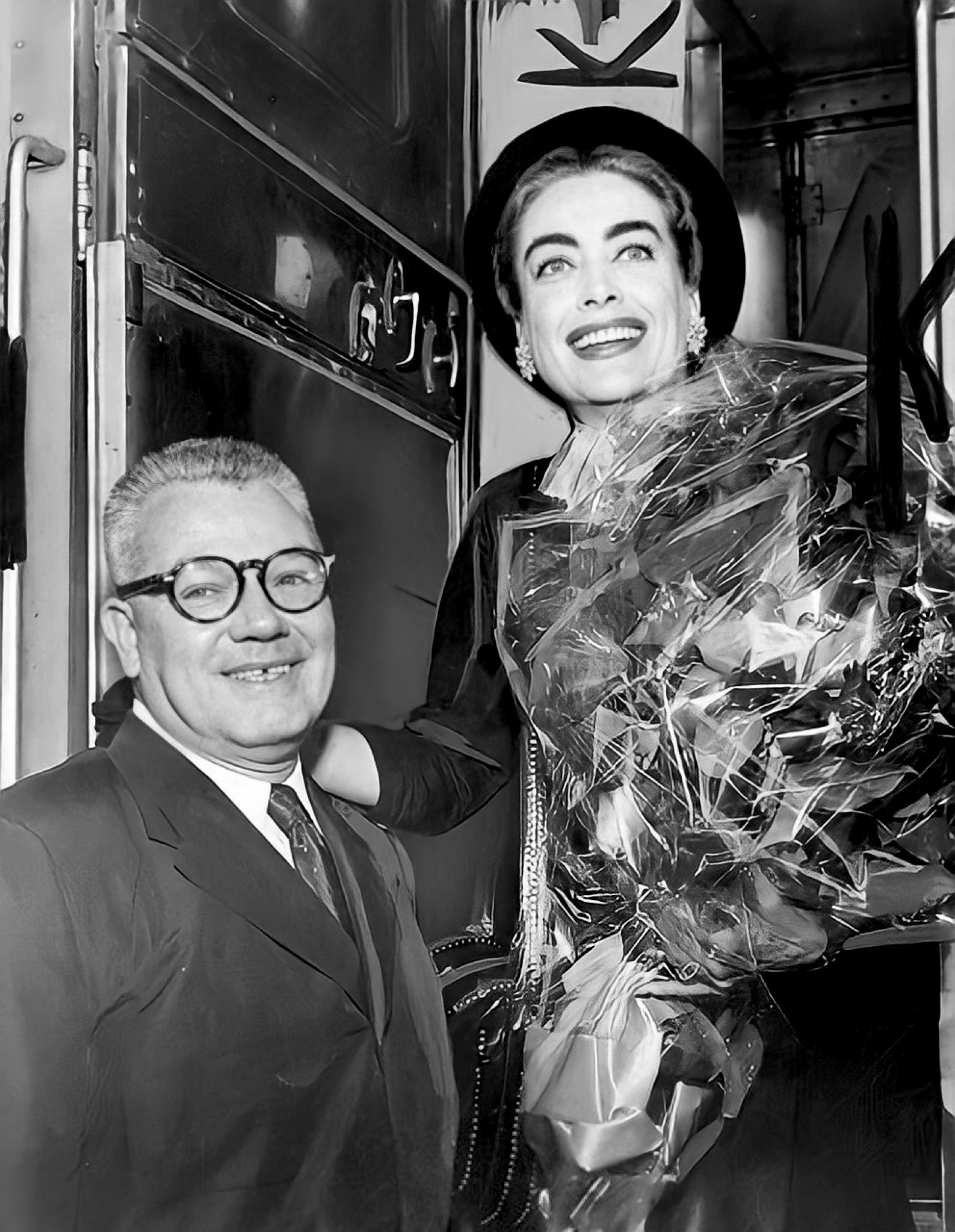
Joan Crawford och maken Al Steele 1955

Hon var gift fyra gånger, bland annat med Douglas Fairbanks, Jr. 1929-1933. Hon var även gift med Al Steele, VD för Pepsi Cola Company. När Steele avled 1959 övertog Crawford hans plats i företagets styrelse. Hon fick en Pally Award som tack för sina viktiga bidrag, som ökade försäljningen. 1973 blev hon tvungen att avgå från bolaget. Snart därefter kom hon att dra sig tillbaka från offentligheten fullständigt och tillbringa sin mesta tid i sin lägenhet. Crawford led av bukspottkörtelcancer, men hon avled inte av detta utan av hjärtinfarkt den 10 maj 1977. Hon hade två dagar tidigare gett bort sin Shih-tzu-hund.
Joan Crawford hade fyra adoptivbarn. Den äldsta adoptivdottern, Christina, namngavs inledningsvis till Joan Crawford Jr och beskrev Crawford som en grym, beräknande mor i bestsellern Mommie Dearest (1978). Boken filmatiserades med Faye Dunaway i rollen som Joan Crawford. Filmen betraktades då som en kalkon, men idag som en kultfilm. Ironiskt nog hade Crawford en gång sagt att Faye Dunaway var den enda av dagens skådespelare som hade vad som krävdes för att bli en riktig stjärna. Medan hennes två yngsta barn, tvillingflickorna Cynthia (Cindy) och Cathy, beskrev henne som en god förälder, gillade inte sonen Christopher henne. Christina och Christopher fick inte någon del av arvet efter Joan Crawford. Hon motiverade det hela med "It is my intention to make no provision here in for my son Christopher or my daughter Christina for reasons which are well known to them." Hon adopterade även en femte pojke, men honom ville hans mamma ha tillbaka efter genomförd adoption.
Crawford konverterade från katolicism till Kristen vetenskap.

## Filmografi (i urval)
- 1925 – Nattens barn
- 1927 – The Unknown
- 1928 – Sådan är han!
- 1929 – Hollywood-revyn 1930
- 1930 – Döm ej ungdomen!
- 1930 – Inom lagens gränser
- 1931 – The Stolen Jools
- 1931 – Ett drama i natten
- 1932 – Grand Hotel
- 1932 – Regn
- 1933 – Den dansande Venus
- 1933 – I dag lever vi
- 1934 – Vackra Sadie McKee
- 1935 – Inga fler kvinnor!
- 1937 – Äventyr i societen
- 1938 – Frestelsens timme
- 1939 – Ice Follies
- 1939 – Kvinnorna
- 1940 – Susan älskar alla
- 1941 – En kvinnas ansikte
- 1942 – Alla kysste bruden
- 1945 – Mildred Pierce – en amerikansk kvinna
- 1947 – Humoresque
- 1947 – Besatt
- 1949 – Flamingovägen
- 1950 – Rovspindeln
- 1950 – Sista lögnen
- 1952 – Avslöjad
- 1953 – Min längtan är du
- 1954 – Johnny Gitarr
- 1955 – I hennes våld
- 1956 – När skymningen faller
- 1962 – Vad hände med Baby Jane?
- 1965 – Signal till mördaren
- 1967 – Berserk!
- 1970 – Trog

## Joan Crawford i populärkulturen
- Crawfords adoptivdotter, Christina Crawfords, självbiografi, Mommie Dearest, filmades med Faye Dunaway som Crawford, och har blivit något av en kultfilm.
- Joan Crawford är ett populärt föremål för dragshower.
- I Blue Öyster Cults surrealistiska sång "Joan Crawford" från 1981 är textraden "Joan Crawford has risen from the grave" en del av refrängen.
- Crawford porträtterades av Jessica Lange i TV-serien Feud (2017), som handlar om Crawfords fejd med Bette Davis.